# Станция имени Тараса Шевченко
Имени Тараса Шевченко (укр. Імені Тараса Шевченка; ранее — Бобринская) — узловая железнодорожная станция в городе Смела Черкасской области Украины. Названа в честь украинского поэта Тараса Шевченко.

## Краткая характеристика
Крупный транспортный узел юго-западного направления Украинских железных дорог — участковая узловая электрифицированная железнодорожная станция Шевченковской дирекции Одесской железной дороги, расположена на пересечении основных магистралей.
На станции расположены локомотивное, пассажирское и грузовое вагонные депо. К локомотивному депо приписаны тепловозы магистральные 2ТЭ10У и 2ТЭ10УТ, 2ТЭ10М, ТЭП70, маневровые ЧМЭ3, также имеются колонны локомотивных бригад, работающих на пассажирских электровозах ЧС4 и ЧС8, следующих с поездами с Казатина и Киева до станций Пятихатки-Стыковая и Долинская/Тимково, где меняется род тяги.
Незначительный объём работ бригады ТЧ-5 им. Т. Шевченко выполняют на электровозах ВЛ80Т депо Знаменка и электровозах ВЛ80С депо Подольск. Имеется филиал пригородного депо Христиновка, бригады которого работают на дизель-поездах Д1.

## История

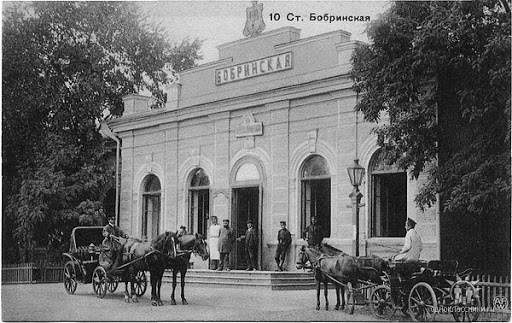
Станция Бобринская, конец XIX века

В январе 1870 года, по поручению императора Александра II, министр путей сообщения Российской империи Владимир Алексеевич Бобринский разработал проект по строительству новых железных дорог, включив в него пять линий из предыдущих планов министерства и несколько новых, в том числе и Фастовскую железную дорогу, протяжённостью 334 версты
Предполагалось, что линия изначально должна была проходить от Фастова до Знаменки, соединяя две уже существующие магистрали — Киево-Брестскую и Харьково-Николаевскую.
Граф Бобринский при поддержке украинских сахарозаводчиков предложил провести ещё одну ветку для ускорения и удешевления доставки сахара и сельхозпродукции до портов на Днепре.
После того как император согласился с дополнительными 33 верстами, желающих финансировать проект значительно прибавилось. В правление акционерного общества Фастовской железной дороги вошли влиятельные инвесторы Самуил Поляков, Антон Варшавский и Пётр Губонин.
В результате открытия концессии, к 1876 году были построены: 21 станция с паровозными сараями и водонапорными башнями, многочисленные складские и служебные помещения, в том числе и называемые «сахарными» — станции Смела и Бобринская. Последнюю назвали в честь Владимира Алексеевича. К моменту запуска дороги в промышленную эксплуатацию он уже не являлся министром, но название станции менять не стали.
Регулярное движение поездов на участках Фастов — Знаменка — Бобринская — Черкассы началось в 1876 году. Главной и самой большой станцией этой линии, как раз и стала Бобринская — там находилось управление дороги. Дорога стала важнейшей магистралью, связавшей запад, центр и восток Украины с Черноморскими портами и всей империей.
Накануне Первой мировой войны станция была переоборудована. В это время была построена железная дорога Одесса-Москва, и через станцию пошел поток поездов с юга в центр Российской империи. В 1897 году Фастовская дорога была поглощена Юго-Западными железными дорогами, а с 1936 года отнесена к Одесской железной дороге.
Второе переоборудование станция пережила в 1958-64 годах, тогда же на станции появилась электрификация. В 1991 году вошла в состав Украинских железных дорог. С 2005 по 2008 год на станции проходила реконструкция, в связи с открытием скоростной линии Киев — Днепропетровск.

## Пассажирское движение
Пассажирский терминал станции имеет два вокзала — северный и южный. С северного вокзала можно уехать в сторону Киева, Львова, Житомира, Ковеля, а с южного в Знаменку, Черкассы, Золотоношу, Конотоп, Москву, Одессу, Николаев и Херсон. На станции останавливаются все пассажирские и пригородные поезда.
| Перевозчик                 | Дистанция                                  | Направления и расписание |
| -------------------------- | ------------------------------------------ | ------------------------ |
| Украинская железная дорога | Дальнее следование и пригородное сообщение | УЗ                       |

## Культурное наследие
В 1976 году на территории станции открыт мемориальный комплекс, состоящий из паровоза Су 216-32 и старого пассажирского вагона в котором располагается музей станции.
| Изображение | Наименование объекта                                           | Адрес              | Национальный реестр |
| ----------- | -------------------------------------------------------------- | ------------------ | ------------------- |
|             | Паровоз Су 216-32 и вагон-музей c памятной мемориальной стелой | территория станции |                     |

## Статьи и публикации
- Станислав Цалик. История министра путей сообщения графа Бобринского // Капитал : журнал. — 2014. — 22 августа.